# 4-я мотострелковая дивизия внутренних войск НКВД
4-я мотострелковая дивизия особого назначения внутренних войск НКВД СССР — воинское соединение НКВД СССР в Великой Отечественной войне.

## История дивизии
Дивизия сформирована 5 января 1942 года приказом НКВД СССР № 0021 от 5 января 1942 г. во исполнение Постановления Государственного комитета обороны № 1099-сс от 04.01.1942 «Об организации гарнизонов войск НКВД в городах,освобождаемых КА» как гарнизонная дивизия путём переформирования 22-й мотострелковой дивизии внутренних войск НКВД СССР.
В составе действующей армии с 05 января по 28 августа 1942 года.
Находилась в оперативном подчинении Ленинградского фронта. Осуществляла охрану тыла Карельского и Ленинградского фронтов. 1-й и 5-й мотострелковые полки в реальности не существовали, будучи уничтожены во время приграничных сражений в Прибалтике и обороны Таллина. 15-й мотострелковый полк располагался в Карелии. 39-й и 288-й стрелковый полки в Ленинграде. 289-й стрелковый полк в Воронеже. По состоянию на 20.01.1941 года численность дивизии составила 4592 человека.
15-й мотострелковый полк участвовал в боях на Карельском перешейке. 288-й стрелковый полк в Ленинграде нёс гарнизонную службу, выполнял задачи по охране тыла Ленинградского фронта, отдельные снайперские команды полка принимали участие в боевых действиях на фронте. 289-й стрелковый полк после передислокации из Воронежа в Ленинград нёс гарнизонную службу, выполнял задачи по охране тыла Ленинградского фронта, отдельные снайперские команды полка принимали участие в боевых действиях на фронте.
4-я мотострелковая дивизия внутренних войск НКВД СССР расформирована 28.08.1942 года приказом НКВД СССР № 001768 от 20.08.1942 года.

## Состав
- 1-й мотострелковый полк
- 15-й мотострелковый полк
- 5-й мотострелковый полк
- 39-й стрелковый полк
- 288-й стрелковый полк
- 289-й стрелковый полк
- рота обеспечения
- медико-санитарный батальон
- 1461-я полевая почтовая станция
- полевая касса Госбанка [1]

## Герои Советского Союза
- Дивочкин, Александр Андреевич, младший лейтенант, командир батареи 15-го мотострелкового полка.